# Harvey Barnes
Harvey Lewis Barnes (Burnley, 1997. december 9.) angol válogatott labdarúgó, a Newcastle United középpályása.

## Pályafutása
Barnes a Leicester City akadémiáján nevelkedett, ahova kilenc évesen csatlakozott. Első profi szerződését 2016. június 25-én írta alá. Debütálására az első csapatban 2016. december 7-én került sor, a Bajnokok Ligájában, a Porto ellen a második félidőben állt be. 2017. január 20-án a harmadosztályú MK Dons csapatához szerződött kölcsönbe, és a 2016-17-es szezon második felét itt töltötte. A klubban 21 mérkőzésen 6 gólt szerzett, a teljesítményével pedig kiérdemelte az MK Dons Év Fiatal Játékosa címet. Miután visszatért anyaegyesületéhez, négy évvel meghosszabbította szerződését. 2017 augusztusában a másodosztályú Barnsley-hez csatlakozott, majd 25 meccsel és 5 találattal a háta mögött visszatért a Leicesterhez, ahonnan a Championshipbe kiesett West Bromwich-hoz írt alá. Itt 27-szer lépett pályára, és kilencszer talált be. A Leicester 2019 januárjában, mindössze fél év után visszahívta, majd júniusban újabb öt évig hosszabbított. 2019 augusztusában, a Sheffield United elleni kapáslövése miatt megkapta a Hónap Gólja díjat a Premier League-ben.
2023 júliusában szerződtette a Newcastle United, a Leicester kiesése után.

## Statisztika

### Klub
| Klub                    | Szezon   | Bajnokság      | Bajnokság | Bajnokság | Kupa  | Kupa | Ligakupa | Ligakupa | Nemzetközi | Nemzetközi | Egyéb | Egyéb | Összesen | Összesen |
| Klub                    | Szezon   | Bajnokság neve | Mérk.     | Gól       | Mérk. | Gól  | Mérk.    | Gól      | Mérk.      | Gól        | Mérk. | Gól   | Mérk.    | Gól      |
| ----------------------- | -------- | -------------- | --------- | --------- | ----- | ---- | -------- | -------- | ---------- | ---------- | ----- | ----- | -------- | -------- |
| Leicester City          | 2016–17  | Premier League | 0         | 0         | 0     | 0    | 0        | 0        | 1          | 0          | 0     | 0     | 1        | 0        |
| Leicester City          | 2017–18  | Premier League | 3         | 0         | 2     | 0    | —        | —        | —          | —          | —     | —     | 5        | 0        |
| Leicester City          | 2018–19  | Premier League | 16        | 1         | 0     | 0    | —        | —        | —          | —          | —     | —     | 16       | 1        |
| Leicester City          | 2019–20  | Premier League | 36        | 6         | 3     | 1    | 3        | 0        | —          | —          | —     | —     | 42       | 7        |
| Leicester City          | 2020–21  | Premier League | 25        | 9         | 2     | 1    | 0        | 0        | 8          | 3          | —     | —     | 35       | 13       |
| Leicester City          | 2021–22  | Premier League | 32        | 6         | 2     | 1    | 1        | 1        | 12         | 3          | 1     | 0     | 48       | 11       |
| Leicester City          | 2022–23  | Premier League | 34        | 13        | 2     | 0    | 4        | 0        | —          | —          | —     | —     | 40       | 13       |
| Leicester City          | Összesen | Összesen       | 146       | 35        | 11    | 3    | 8        | 1        | 21         | 6          | 1     | 0     | 187      | 45       |
| Leicester City U23, U21 | 2016–17  | —              | —         | —         | —     | —    | —        | —        | —          | —          | 4     | 0     | 4        | 0        |
| Leicester City U23, U21 | 2017–18  | —              | —         | —         | —     | —    | —        | —        | —          | —          | 1     | 0     | 1        | 0        |
| Leicester City U23, U21 | Összesen | Összesen       | 0         | 0         | 0     | 0    | 0        | 0        | 0          | 0          | 5     | 0     | 5        | 0        |
| MK Dons (kölcsönben)    | 2016–17  | League One     | 21        | 6         | —     | —    | —        | —        | —          | —          | —     | —     | 21       | 6        |
| Barnsley (kölcsönben)   | 2017–18  | Championship   | 23        | 5         | —     | —    | 2        | 0        | —          | —          | —     | —     | 25       | 5        |
| West Brom (kölcsönben)  | 2018–19  | Championship   | 25        | 9         | 0     | 0    | 2        | 0        | —          | —          | —     | —     | 27       | 9        |
| Összesen                | Összesen | Összesen       | 215       | 55        | 11    | 3    | 12       | 1        | 21         | 6          | 6     | 0     | 266      | 65       |

### Válogatott
| Válogatott | Év       | Mérk. | Gólok |
| ---------- | -------- | ----- | ----- |
| Anglia     | 2020     | 1     | 0     |
| Összesen   | Összesen | 1     | 0     |

## Sikerei, díjai

### Klub
- Leicester City
  - Angol kupa: 2020–21[10]
  - Angol szuperkupa: 2021[11]

### Válogatott
- Anglia U18
  - Touloni Ifjúsági Torna: 2017[12]

### Egyéni
- Touloni Ifjúsági Torna – Aranycipő: 2017[13]
- Touloni Ifjúsági Torna – A torna csapatának tagja: 2017[14]
- Leicester City – Az év korosztályos játékosa: 2016–17[15]
- Milton Keynes Dons – Az év fiatal játékosa: 2016–17[3]
- Premier League – A hónap gólja díj: 2019 augusztus[16]